# Oliver Burke
Oliver Jasen Burke (* 7. April 1997 in Kirkcaldy) ist ein schottischer Fußballspieler. Er steht seit Juli 2025 beim 1. FC Union Berlin unter Vertrag.

## Karriere

### Verein
Der aus der Jugendakademie von Nottingham Forest stammende Burke debütierte am 19. September 2014 für die Profis des englischen Zweitligisten bei einer 1:3-Niederlage beim Erstligisten Tottenham Hotspur im Ligapokal 2014/15. Zu seinem ersten Ligaeinsatz kam er am 14. Februar 2015 bei einem 4:4 beim FC Blackpool. Zehn Tage nach seinem Ligadebüt wechselte er für einen Monat auf Leihbasis zum Drittligisten Bradford City.
Im Sommer 2016 wechselte er in die deutsche Bundesliga zum Aufsteiger und Liganeuling RB Leipzig. Er unterschrieb einen bis 2021 laufenden Vertrag. Sein Bundesligadebüt gab er am 10. September 2016 (2. Spieltag), als er beim 1:0-Sieg im Heimspiel gegen Borussia Dortmund für Yussuf Poulsen eingewechselt wurde. Sein erstes Bundesligator erzielte er am 25. September 2016 (5. Spieltag) beim 1:1 im Auswärtsspiel gegen den 1. FC Köln mit dem Führungstreffer in der fünften Minute.
Nach einem Jahr verließ er die Leipziger wieder und schloss sich dem Premier League-Klub West Bromwich Albion an. Burke unterschrieb einen Fünfjahresvertrag.
Im Januar 2019 wurde Burke an Celtic Glasgow verliehen. Sein Debüt für Celtic gab er am 19. Januar 2019, in der 4. Runde des schottischen Pokals gegen den Drittligisten Airdrieonians FC. Vier Tage später spielte er erstmals in der Scottish Premiership. Im Heimspiel im Celtic Park gegen den FC St. Mirren gelangen ihm beim 4:0-Sieg zwei Tore. Mit Celtic gewann er die Meisterschaft und den Pokal.
Zur Saison 2019/2020 wechselte er auf Leihbasis nach Spanien zum Erstligisten Deportivo Alavés wo er auf 31 LaLiga-Einsätze kam und ein Tor erzielte.
Im September 2020 wechselte er von West Brom zu Sheffield United, wobei es Callum Robinson mittels Tauschgeschäft in die entgegengesetzte Richtung zog. Burke unterzeichnete bei den Blades einen Vierjahresvertrag.
Zur Saison 2022/23 kehrte Burke in die Bundesliga zurück und wechselte zum Aufsteiger Werder Bremen. Am 20. August drehte Werder Bremen ab der 88. Minute einen 0:2-Auswärtsrückstand in einen 3:2-Sieg. Burke verhalf der Mannschaft mit dem entscheidenden Tor in der siebten Minute der Nachspielzeit zum Sieg gegen den BVB.
Anfang September 2023 wurde er für den Rest der Saison in die 2. englische Liga zu Birmingham City ausgeliehen. In der Saison 2024/25 kehrte Burke nach Bremen zurück. Dort galt der Schotte als ausgemustert, kämpfte sich aber zurück und steuerte am zehnten Spieltag den entscheidenden Siegtreffer gegen Holstein Kiel in der 89. Minute bei. Im Sommer 2025 wird er Bremen verlassen und zum1. FC Union Berlin wechseln.

### Nationalmannschaft
Am 29. März 2016 debütierte Burke für die schottische A-Nationalmannschaft bei einem 1:0-Heimsieg im Freundschaftsspiel gegen Dänemark, nachdem er erstmals von Nationaltrainer Gordon Strachan in den Kader der A-Nationalmannschaft berufen worden war. Im Mai 2017 nominierte der schottische Verband Burke für die U-20-Nationalmannschaft, die am Sommerturnier in Toulon teilnahm. Bei seinem ersten Einsatz erzielte Burke zwei Treffer.

## Erfolge
- Schottischer Meister: 2019
- Schottischer Pokalsieger: 2019

## Privates
Er und seine Partnerin Megan McKenna, mit der er seit Juni 2023 verlobt ist, wurden am 7. Oktober 2024 Eltern eines Sohnes.